# Exclaim!
Exclaim! es una revista canadiense de publicación mensual sobre música, cine y videojuegos, con énfasis en los artistas canadienses. Actualmente es la única revista musical de distribución nacional en el país norteamericano que sigue funcionando como publicación impresa, distribuyendo más de cien mil copias en todo el territorio canadiense con un promedio de 361 200 lectores mensuales. Su sitio web, exclaim.ca, promedia unos 675 000 visitantes mensualmente.

## Historia
Exclaim! fue creada por los programadores de radio del campus de la Universidad de Ryerson, Ian Danzig y Ron Anicich, en 1991, apoyados por un equipo de locutores y músicos de Toronto. El objetivo de la publicación era brindar reconocimiento a los nuevos artistas musicales canadienses. El grupo trabajó durante todo 1991 para producir su primer número en abril de 1992, convirtiéndose en una publicación mensual desde entonces. Danzig ha sido editor de la revista desde su comienzo y Anicich desempeñó el mismo rol hasta 1995, cuando fue reemplazado por James Keast.
La revista no tuvo un nombre oficial en su primer año de operaciones, pues simplemente presentaba en su portada el logo !*@#. Se introdujo el nombre de Exclaim! cuando Danzig se percató de que su crecimiento y atractivo para los anunciantes estaban siendo limitados por la tendencia de los lectores a referirse a ella como "Fuck".
Al igual que un semanario alternativo, la revista se distribuye como publicación gratuita en las estaciones de radio universitarias y comunitarias, bares, tiendas de discos, bibliotecas y cafeterías, aunque también es enviada por correo a domicilio. Con la decisión de la revista Chart Attack de dejar de publicar su edición de quiosco en enero de 2009, Exclaim! es en la actualidad la única revista musical de distribución nacional en Canadá que sigue funcionando como publicación impresa. Danzig ha atribuido la supervivencia de la revista en parte al hecho de que Internet marcó el comienzo de una era de "cultura libre" a finales de la década de 1990, lo que significa que la revista nunca tuvo que cambiar su modelo comercial existente ni alienar a los lectores introduciendo muros de pago.

## Artistas de portada
Los siguientes artistas han adornado la portada de la revista:
- Arcade Fire
- St. Vincent
- Chance the Rapper
- Mac DeMarco
- Feist
- Father John Misty
- The Weeknd
- Metric
- Broken Social Scene
- Converge
- Wolf Parade
- Outkast
- Yeah Yeah Yeahs
- Tokyo Police Club
- The White Stripes